# Liste der Kulturdenkmäler in Wimbach
In der Liste der Kulturdenkmäler in Wimbach sind alle Kulturdenkmäler der rheinland-pfälzischen Ortsgemeinde Wimbach aufgeführt. Grundlage ist die Denkmalliste des Landes Rheinland-Pfalz (Stand: 12. Juni 2023).

## Einzeldenkmäler
| Bezeichnung                           | Lage                                     | Baujahr         | Beschreibung                                                                                            | Bild                                    |
| ------------------------------------- | ---------------------------------------- | --------------- | --- | --------------------------------------- |
| Wegekreuz                             | Auf dem Tempel, Ecke Hauptstraße Lage    |                 | Wegekreuz                                                                                               | weitere Bilder Fotos hochladen          |
| Kreuz                                 | Hauptstraße                              | 18. Jahrhundert | Kreuz, reliefiert, 18. Jahrhundert                                                                      | Direkt Bild zu diesem Denkmal hochladen |
| Pefferschöffskapelle                  | Hauptstraße, hinter Nr. 25 Lage          | 1810            | Saalbau, bezeichnet 1810                                                                                | weitere Bilder Fotos hochladen          |
| Grabkreuz                             | Hauptstraße, neben Nr. 48 Lage           | 16[x]9          | Grabkreuz, bezeichnet 16[x]9                                                                            | weitere Bilder Fotos hochladen          |
| Katholische Filialkirche St. Hubertus | Hauptstraße 52 Lage                      | 1923–26         | neubarocker Bruchsteinsaalbau, 1923–26                                                                  | weitere Bilder Fotos hochladen          |
| Dorfgemeinschaftshaus                 | Hauptstraße 54 Lage                      | 1826            | ehemalige Schule; Putzbau, bezeichnet 1826, Architekt Ferdinand Nebel, Erweiterung, Bruchstein, 1908–10 | weitere Bilder Fotos hochladen          |
| Wohnhaus                              | Hauptstraße 67 Lage                      | 1863            | Putzbau, bezeichnet 1863                                                                                | weitere Bilder Fotos hochladen          |
| Wegekreuz                             | Hauptstraße, neben Nr. 68 Lage           |                 | Wegekreuz                                                                                               | BW                                      |
| Grabkreuz                             | Hauptstraße, Ecke An der Acht Lage       | 1717            | Grabkreuz, bezeichnet 1717                                                                              | BW                                      |
| Schwedenkreuz                         | südöstlich des Ortes am Nürburgring Lage | 1638            | Wegekreuz, bezeichnet 1638                                                                              | Fotos hochladen                         |

## Ehemalige Kulturdenkmäler
| Bezeichnung | Lage                | Baujahr         | Beschreibung                                                   | Bild |
| ----------- | ------------------- | --------------- | -------------------------------------------------------------- | ---- |
| Hofanlage   | Hauptstraße 65 Lage | 19. Jahrhundert | Fachwerk-Streckhof, verputzt, 19. Jahrhundert; 2016 abgerissen | BW   |